# Michał Butkiewicz
Michał Butkiewicz (Varsóvia, 18 de agosto de 1942) é um ex-esgrimista polaco de espada, medalhista de bronze nos Jogos Olímpicos de 1968.

## Carreira
Butkiewicz participou Jogos Olímpicos de 1968, na Cidade do México. Ele integrou a equipe nacional junto com Bogdan Andrzejewski, Bogdan Gonsior, Henryk Nielaba e Kazimierz Barburski.
A Polónia estreou na primeira ronda vencendo Argentina, Canadá e Alemanha Oriental. Após a qualificação, venceu a França antes de ser derrotada e eliminada pela Hungria. Na disputa pela bronze, os polacos se re-encontraram com a Alemanha Oriental, vencendo mais uma vez o confronto.